# Naundorf (Jessen)
Naundorf è una frazione (Ortsteil) della città tedesca di Jessen (Elster), nel Land della Sassonia-Anhalt.

## Storia
Il 1º gennaio 1991 il comune di Naundorf assunse la nuova denominazione di «Naundorf b.Seyda» (lett. "Naundorf presso Seyda").